# Amadou Madougou
Amadou Madougou (* 1941 in Liboré) ist ein nigrischer Politiker.

## Leben
Amadou Madougou besuchte nach der Grundschule von 1956 bis 1960 das Lehrerseminar Tahoua und von 1960 bis 1964 die Normalschule Zinder, die er mit dem Baccalauréat abschloss. Anschließend machte er bis 1965 eine pädagogische Ausbildung am regionalen Zentrum der UNESCO in Bangui in der Zentralafrikanischen Republik.
Madougou war von 1965 bis 1967 Professor am Collège d’enseignement général in Agadez. Danach ließ er sich an der École normale supérieure de Saint-Cloud in Frankreich zum Schulinspektor ausbilden. Als solcher war er ab 1970 in Diffa und ab 1971 in Magaria tätig. Von 1973 bis 1976 arbeitete er als Schuldirektor der Ecole Normale de Tahoua. 1976 wurde er Direktor im Unterrichtsministerium. Er war Mitglied zahlreicher Gremien, beispielsweise des Rats der Abdou-Moumouni-Universität und des Verwaltungsrats des Centre Culturel Franco-Nigérien in Niamey.
Amadou Madougou wurde 1985 als Staatssekretär für Unterricht in die Regierung berufen. Er wirkte von 1987 bis 1988 als Unterrichtsminister und von 1988 bis 1989 als Minister für öffentlichen Dienst, Arbeit und Berufsausbildung. Beim Gründungskongress der Einheitspartei Nationale Bewegung der Entwicklungsgesellschaft 1989 wurde Madougou zum Mitglied der Parteileitung bestimmt, in der er die Funktion des Sekretärs für auswärtige Beziehungen übernahm. Im Dezember 1989 wurde er Innenminister. Bei einer Demonstration von Studierenden am 9. Februar 1990 in Niamey schossen die Sicherheitskräfte auf die Demonstrierenden, als diese die Kennedybrücke passierten. Mehrere Todesopfer waren die Folge. Madougou wurde daraufhin nach nur 72 Tagen im Amt als Innenminister entlassen.
Er arbeitete in weiterer Folge als Berater im Unterrichtsministerium, bis er Anfang 1997 in den Ruhestand ging. Von April bis November 1997 holte ihn Premierminister Amadou Boubacar Cissé als seinen Kabinettschef aus dem Ruhestand. Danach betätigte sich Madougou unter anderem als Romanschriftsteller, ferner war er eine Zeit lang Bürgermeister seiner Heimatgemeinde Liboré.

## Werke
- Kokari ou la lutte silencieuse de l’enseignant. L’Harmattan, Paris 2003, ISBN 2-7475-4805-8 (Erstausgabe:  Niamey  1998).
- Le fils de l’ambassadeur. L’Harmattan, Paris 2004, ISBN 978-2-7475-6810-4.

## Ehrungen
- Ritter des Ordens der akademischen Palmen[1]